# Christian Brando
Christian Brando, född 11 maj 1958 i Los Angeles, Kalifornien, död 26 januari 2008 i Hollywood, Los Angeles, Kalifornien, var skådespelaren Marlon Brandos äldste son. Han dömdes till fängelse för dråp av sin halvsyster Cheyenne Brandos pojkvän den 16 maj 1990 i Marlon Brandos hus på Mulholland Drive. Han släpptes från fängelset 1996.